# Diego (Schildkröte)

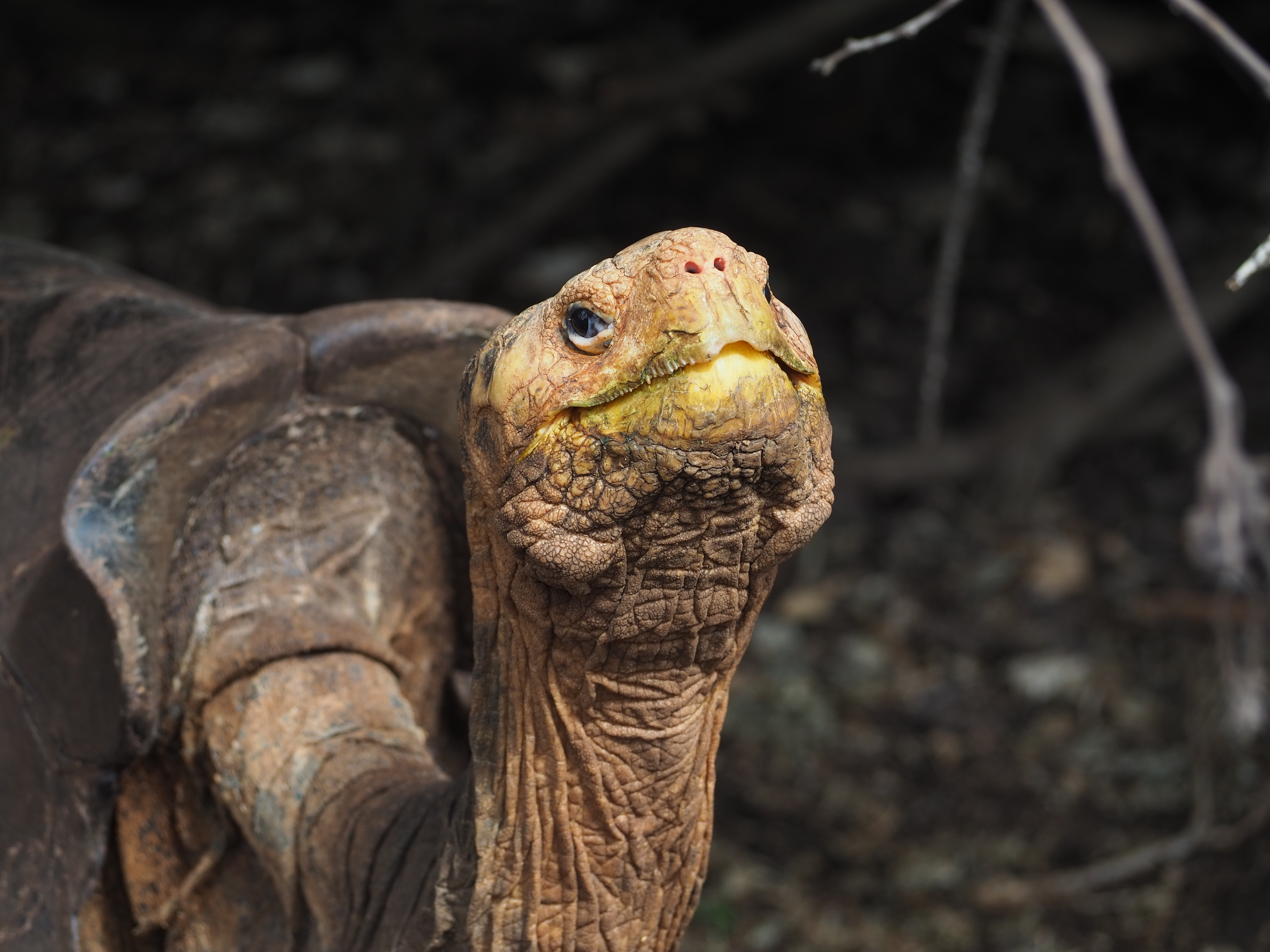
Diego in der Charles-Darwin-Forschungs- und Zuchtstation auf der Insel Santa Cruz, 2019

Diego wird eine männliche Española-Riesenschildkröte (Chelonoidis nigra hoodensis (Van Denburgh, 1907)) genannt, die etwa 1915 zur Welt kam und vor 1959 durch eine wissenschaftliche Expedition von der Galapagosinsel Española in den Zoo von San Diego in Kalifornien gelangte. Das Tier erhielt seinen Namen nach seinem nunmehrigen Aufenthaltsort.
1976 gelangte Diego wieder in die Charles-Darwin-Forschungs- und Zuchtstation auf der Insel Santa Cruz, die von der Charles-Darwin-Stiftung betrieben wird. Dort zeugte Diego mit den wenigen fortpflanzungsfähigen Weibchen so viele Nachkommen, dass die Art nun nicht mehr als gefährdet gilt. Eine Untersuchung der Gene der Population ergab, dass von den im Jahr 2016 wieder rund 2000 Angehörigen dieser Unterart der Galapagos-Riesenschildkröte etwa 800 von Diego abstammten. Diego wog zuletzt 80 kg bei einer Länge von 90 cm.
Im März 2019 durfte er nach dem Abschluss des Reproduktionsprogramms nach Española zurückkehren. Etwa 1800 Española-Schildkröten wurden bis Anfang 2020 nach Española gebracht; aus der natürlichen Fortpflanzung kamen rund 200 Schildkröten hinzu.

Verteilung der Unterarten auf die Galapagosinseln

Die Española-Riesenschildkröten waren, wie alle Galapagos-Riesenschildkröten, über Jahrhunderte als Proviant auf Schiffe verladen worden. Auch fraßen eingeführte Ziegen ihre Nahrung, Ratten bedrohten ihren Nachwuchs. Die Unterart konnte 1906 nachgewiesen und beschrieben werden, ein Exemplar wurde am 27. Juni 1906 gefangen und nach San Francisco in den dortigen Golden Gate Park verbracht. Die Population war schließlich in den 1960er bis 1970er Jahren bis auf zwei Männchen und zwölf Weibchen zusammengebrochen. Drei der 15 Unterarten waren bereits verschwunden. Der Versuch, mit Hilfe von Lonesome George die Unterart Pinta-Riesenschildkröte (Chelonoidis nigra abingdonii) zu retten, war 2012 mit dessen Tod endgültig gescheitert. Daher wurde nun nach männlichen Exemplaren der Unterart Chelonoidis nigra hoodensis in Zoos gesucht, um für die Rettung der bedrohten Art ein Vermehrungsprogramm durchzuführen. In früherer Zeit lebten etwa 5000 Tiere auf der Insel.

## Belege
1. ↑  Daniel Lingenhöhl: Diego, der wahre Superheld, in: Spektrum.de, 15. September 2016 (online).
2. ↑  "Diego" von den Galápagosinseln. Riesenschildkröte darf nach Rettung ihrer Spezies in Heimat zurück, in: Spiegel, 11. Januar 2020 (online).
3. ↑  John Van Denburgh: Preliminary Description of Four New Races of Gigantic Land Tortoises from the Galapagos Islands, in: Proceedings of the California Academy of Sciences 1 (1907) 1–6, hier: S. 3 (online).
4. ↑  Santiago Piedra Silva: Sexploits of Diego the Tortoise save Galapagos species, in: Phys.org, 16. September 2016 (online).